# Wolf People
Wolf People är ett rockband från Bedford, London och North Yorkshire i Storbritannien som spelar musik med influenser från psykedelisk rock, folkrock och blues. De har släppt två album vid namn Tidings och Steeple på skivbolagen Jagjaguwar, Battered Ornaments och Sea Records.

## Diskografi
- 2010 – Tidings
- 2010 – Steeple
- 2013 – Fain
- 2013 – When the Fire Is Dead in the Grate